# 哈尔滨北方森林动物园
哈尔滨北方森林动物园是位于黑龙江省哈尔滨市阿城区东南部鸽子洞地区的一座森林动物园。它紧临301国道，距哈尔滨市区43公里。园区规划面积为848公顷。

## 历史
哈尔滨北方森林动物园的前身是位于和兴路的哈尔滨动物园。它原为王兆苗圃，其历史可追溯到1889年的雅什金花园。1946年成为东北林学院实验林场的标本园。1954年1月1日，哈尔滨市人民政府决定将标本园改建为动物园，修建了虎舍、猛兽舍、狮子舍、熊舍、猴笼。1962年，中共哈尔滨市委决定将市内其它公园内的大型动物全部集中于哈尔滨动物园内，同时增设兽舍。
改革开放后，城市建设迅猛发展，哈尔滨动物园的规模和所处位置已不利于自身的生存发展。1999年，哈尔滨市人民政府首次提出动物园搬迁的设想，有天恒山风景旅游区、松北新区、鸽子洞等方案。2002年6月，动物学家马建章等专家组成员同意把新址拟定在距哈市出城口38公里处的鸽子洞。同年8月工程正式立项。2003年初，马建章赴实地考察发现施工现场已不是当初论证签字时的原址，而是顺着公路又向前推移，距城区的实际路程已超过50公里。同年5月，建设工程宣告停工。在经过多方论证后，新的哈尔滨北方森林动物园一期工程于2003年6月29日在阿城市鸽子洞地区开工建设，用地558公顷，总投资2.3亿元人民币。
2003年10月31日，哈尔滨动物园正式闭园。园内动物由海、陆、空、铁路等运输方式，陆续运抵省内外城市动物园寄养。原址由哈尔滨工业大学接管。
2004年9月10日，哈尔滨北方森林动物园试开园。9月28日正式对外开放。
2009年，哈尔滨北方森林动物园获得国家4A级景区称号。
2020年5月23日，一只雌性小河马在园内降生，这是河马在中国高纬度地区首次成功繁殖。

## 展馆
哈尔滨北方森林动物园有鸟语林、金丝猴馆、水禽馆、儿童动物村、犀牛馆等23个现代化动物展馆，以及狮虎散放区、大型食草动物散放区、狼散放区等5个大型散放区。共展出动物240余种，5000余只。公园区域绿化覆盖率达95.8%，主要树种有落叶松、红松、樟子松、黄菠萝、核桃楸、椴树、柞树、杨树、白桦等50余种。

## 争议
2007年底，动物园为节约费用进行“饲料改革”，给老虎、狮子等肉食动物喂鸡肉、鸡骨架，部分替代牛羊肉。2008年上半年，动物园死了14只狮、虎、豹，其中包括2只白虎、2只非洲狮、2只非洲豹、3只猎豹、5只白狮。原有的29只国家一级保护动物大鸨仅存1只。3头亚洲象只剩1头。同年3月还发生一起老虎吃人事件。
2014年，黑龙江省政协委员王承鹏在省政协十一届二次会议上发表《关于哈尔滨北方森林动物园搬迁市内的建议》提案，建议有关政府部门应该考虑重新选址。